# Chia tay

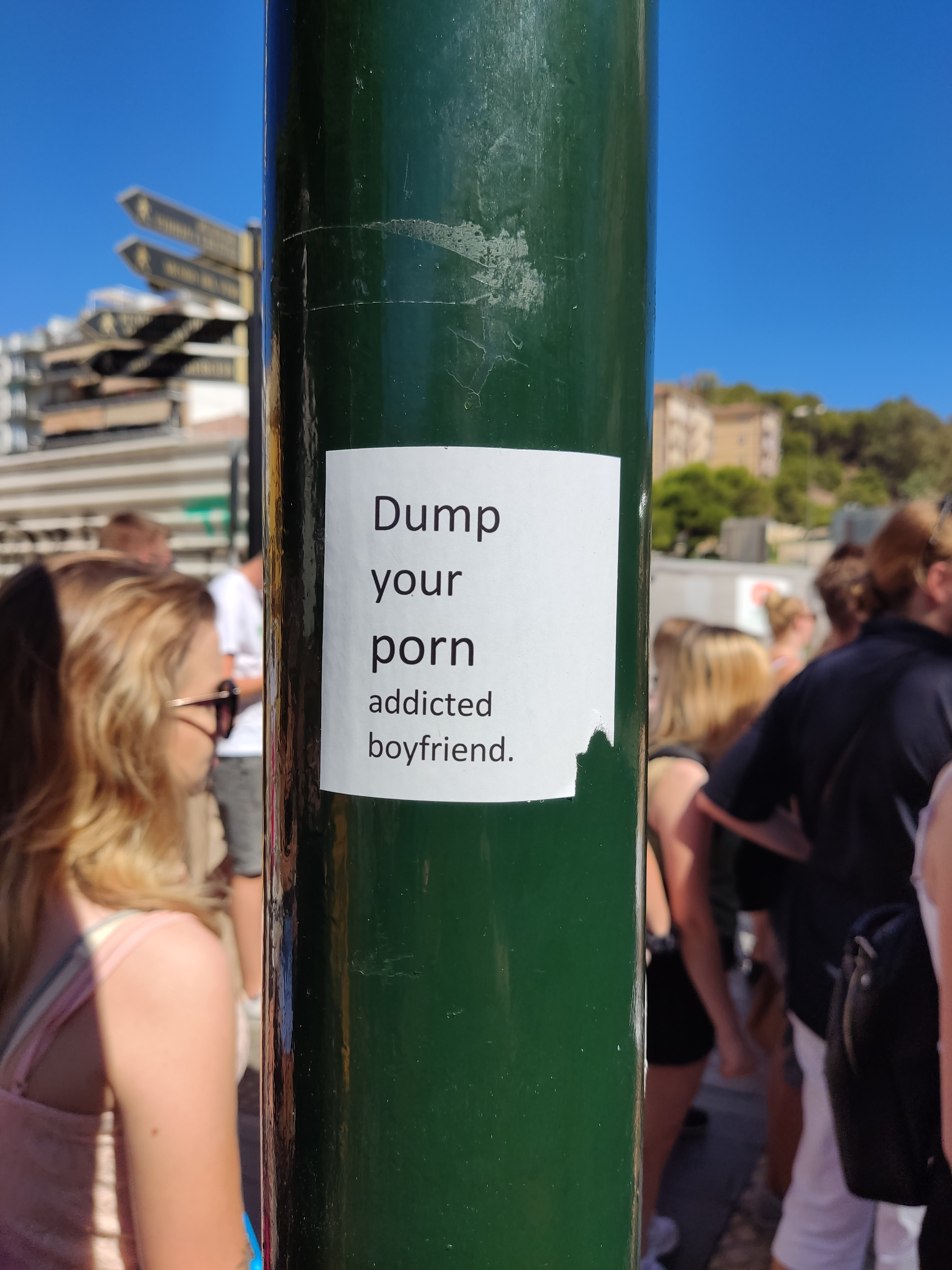
Ghi chú về chia tay ở Málaga

Chia tay (Breakup) là sự chấm dứt của một mối quan hệ. Đối với các cặp đôi đã kết hôn, sự chấm dứt mối quan hệ ít khi được gọi là chia tay hơn mà thay vào đó là ly thân hoặc ly hôn, còn sự chia tay giữa một cặp đôi đã đính hôn thì thường được gọi là "hủy hôn". Khái niệm chia tay thường được sử dụng trong ngữ cảnh tình yêu, nhưng giữa các mối quan hệ bạn bè cũng có thể xảy ra chia tay do các bên không duy trì được tình bạn. Những người sau khi chia tay được gọi là Người yêu cũ hay người cũ, bồ cũ (thường viết tắt tiếng Anh thông dụng là: ex) là thuật ngữ chỉ về mối quan hệ xã hội trong đó đề cập về một đối tượng với một sự liên hệ tình cảm đã chấm dứt với chủ thể được đề cập. Người yêu cũ có thể là người đã cùng với chủ thể trải qua một mối tình đầu nhưng cũng có thể là một bên trong số các cuộc tình đã trải qua. Nữ thì gọi là bạn gái cũ hay ghệ cũ còn nam thì bạn trai cũ.

## Tổng quan
Thông thường, khi mối tình tan vỡ, người ta sẽ bớt hẳn hoặc không còn liên lạc với nhau. Mọi người cho rằng thái độ lạnh nhạt, cách cư xử xa cách khi ấy chỉ làm cho kẻ trong cuộc đau lòng và nhìn chung mối quan hệ với người cũ luôn để lại những cảm xúc khó tả, việc dứt khoát cũng như quay lại với người cũ luôn là những dòng cảm xúc trái chiều được nhiều người diễn tả. Câu nói: Tình cũ không rủ cũng tới là đề cập đến tình hình này. Nhiều tính toán và câu chuyện oái oăm liên quan đến người cũ.
Sau khi chia tay, rất khó để cả hai trở lại mối quan hệ bạn bè bình thường và cũng rất hay tránh mặt nhau. Đàn ông là người rất khó quên được người yêu cũ thay vì quan điểm cho rằng phụ nữ mới là người khó quên hơn. Một khảo sát cho thấy đa số đàn ông độc thân khi được hỏi đã thú nhận rằng họ ước mình vẫn đang ở bên người cũ trong khi chỉ 1/4 số phụ nữ độc thân có xu hướng này.
Những dấu hiệu cho thấy một số đàn ông vẫn còn chưa muốn chấm dứt quan hệ với người cũ như: vẫn thường xuyên giúp đỡ, còn nhắn tin và email, đề cập đến trong các cuộc trò chuyện, mời đến các sự kiện, không hài lòng khi người yêu cũ có người mới. Ngay cả khi đã có gia đình thì việc quên hẳn người yêu cũ cùng là một vấn đề thậm chí có nhiều người ly dị thì quay lại với người cũ hay một phụ nữ còn muốn quan hệ tình dục với người cũ trước khi kết hôn.
Thời gian để quên đi một người tình cũ không có một con số chung, nó phụ thuộc hoàn toàn vào những tình cảm và kỷ niệm mà các bên trong cuộc đã có. Một số cột mốc có thể tham khảo gồm: Thời gian khoảng từ 2 tuần đối với những tình cảm chưa thật sự sâu đậm. Từ 2 đến 4 tháng dành cho những tình cảm sâu đậm, đi kèm với sự tiếc nuối và kỷ niệm khó phai. Và không xác định thời gian khi chủ thể không thể quên được.
Trong thời đại công nghệ hiện nay, với sự phổ biến của mạng xã hội facebook, nhiều khảo sát cho thấy những sự thật đáng ngạc nhiên về người yêu cũ. Trong một điều tra khảo sát, 85% đối tượng tham gia thú nhận có tìm kiếm hồ sơ cá nhân của người yêu cũ trên Facebook, gần 1/5 trong số đó vào đọc Facebook của người cũ hàng tuần. Tuy nhiên cũng có cảnh báo về hiểm họa của việc này, có tới phân nửa người dùng Facebook (tương đương với vài trăm triệu người) đang đối mặt với nguy cơ bị tổn thương tâm lý từ việc sử dụng mạng xã hội này để nắm thông tin về tình cũ, việc tiếp xúc gián tiếp với người cũ thông qua Facebook khiến cho quá trình hàn gắn vết thương lòng trở nên vất vả hơn. Cá biệt có những trường hợp tung ảnh phòng the của người yêu cũ lên mạng như trường hợp ở Việt Nam.

## Khuyến nghị
Các lời khuyên trong việc kiểm soát quan hệ với người cũ
- Người dùng nên hủy kết bạn (unfriend) trên các nền tảng mạng xã hội của người yêu cũ khi kết thúc mối quan hệ[15]
- Kiểm soát việc giao du với người cũ, giữ liên lạc ở mức tối thiểu giúp tránh được nguy cơ rơi vào việc bị tổn thương
- Nên tạm thời cắt đứt liên lạc với bạn bè chung của cả hai bên, tránh bị nghe những lời hỏi thăm về mối quan hệ cũ (dù là họ vô tình hoặc cố ý)
- Tìm một người bạn, người thân để tâm sự và chia sẻ, không nên giữ mọi chuyện trong lòng sẽ gây ra những vấn đề về tâm lý.
- Cất đi những món quà được coi như kỷ vật của cả hai. Những món này có thể bao gồm cả các kỷ vật không hữu hình như: bản nhạc cũ, quán quen xưa,...
- Đề cập về người cũ ngay trong buổi hẹn hò đầu tiên với đối tượng mới là điều tối kỵ trong tán tỉnh, tình yêu. Theo đó đối tượng mới sẽ có xu hướng nhận định là vẫn còn chưa quên, đồng thời nếu mô tả hình ảnh người yêu cũ thật lý tưởng, thì đối tượng mới sẽ đánh giá chưa sẵn sàng cho một mối quan hệ mới.[17]
- Nếu hồi tưởng lại tình xưa khi mối tình hiện tại đang trục trặc có thể tăng nguy cơ tan vỡ cho mối tình hiện tại.
- Xác định rõ tình cảm với người cũ
- Phân tích các lý do chia tay
- Hãy tạo ra những kỉ niệm mới cùng người yêu hiện tại
- Không so sánh giữa người hiện tại và người cũ
- Không tạo bất cứ cơ hội nào để gặp lại người cũ và chấp nhận hiện tại.
- Không nên nghĩ quẩn sau khi chia tay
- Không níu kéo nếu đối phương không còn tình cảm.